# Sebald Rudolf Steinmetz

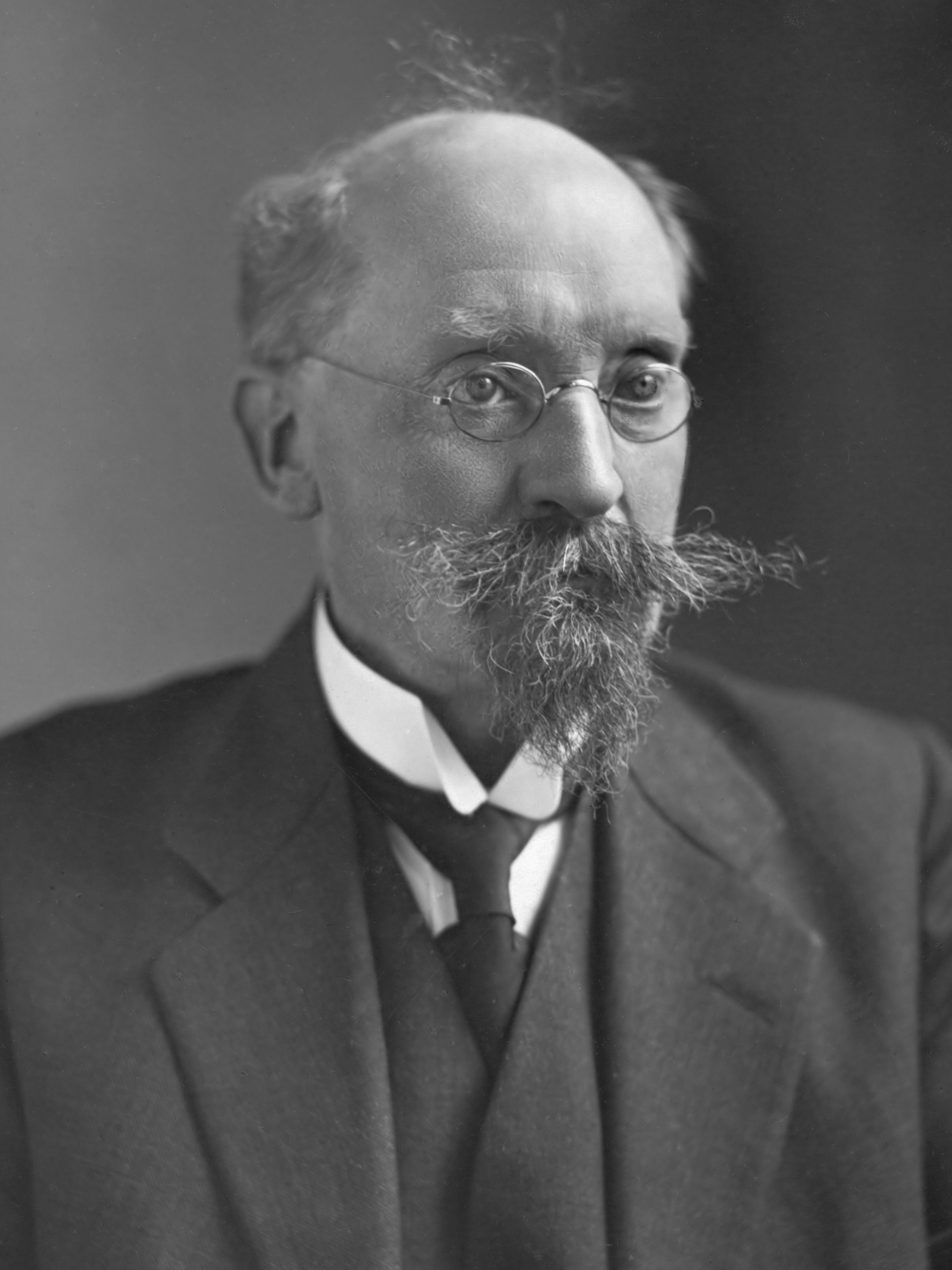
Sebald Rudolf Steinmetz (1919)

Sebald Rudolf Steinmetz (Breda, 6 december 1862 – Amsterdam, 5 december 1940) was een Nederlands etnoloog, socioloog en sociograaf.

## Biografie
Steinmetz werd geboren als zoon van een militair die Nederlands en Geschiedenis doceerde aan de Koninklijke Militaire Academie in Breda. Steinmetz’ vader kreeg later een staffunctie in Den Haag. Na het behalen van het gymnasiumdiploma in Den Haag studeerde Steinmetz van 1880 tot 1886 rechten aan de Universiteit Leiden. Hij oriënteerde zich daar ook buiten de juridische wetenschap door colleges te volgen op het gebied van de filosofie, natuurkunde en biologie. Uit zijn Leidse periode dateert ook de vriendschap met Gerard Heymans (1857-1930), de latere hoogleraar filosofie en psychologie. Steinmetz' uitgesproken voorkeur voor empirisch onderzoek is mede aan Heymans’ opvattingen te danken.
Na zijn doctoraalexamen vertrok Steinmetz naar Leipzig voor studies bij Wilhelm Wundt en Friedrich Ratzel. In Leipzig trouwde Steinmetz, maar dit huwelijk hield niet lang stand. In 1893 werd de scheiding uitgesproken. In het voorjaar van 1888 keerde Steinmetz terug naar Nederland. Hij werkte in die periode aan zijn dissertatie over de ontwikkeling van het strafbeginsel. Hij promoveerde cum laude in 1892. In 1894 trouwde Steinmetz voor de tweede keer. Zijn tweede vrouw was Willy Beekhuis. Dit huwelijk duurde tot het overlijden van zijn vrouw in 1921.
Na een korte periode in Velp woonde de familie Steinmetz vanaf 1897 in Den Haag. In 1895 kreeg Steinmetz toestemming als privaatdocent etnologie en sociologie te werken aan de universiteit van Utrecht, in 1900 volgde een aanstelling aan de Leidse universiteit als tijdelijk docent voor sociologie. In 1908 werd Steinmetz benoemd als hoogleraar aan de Universiteit van Amsterdam. Hij was de opvolger van Cornelius Marius Kan, de eerste hoogleraar geografie in Nederland. Zijn leeropdracht luidde: ‘de politische aardrijkskunde, de volkenkunde en de land- en volkenkunde van de Oost-Indische Archipel’. Na zijn benoeming woonde Steinmetz afwisselend in Amsterdam en Hilversum. Steinmetz ging in 1933 met emeritaat, maar bleef wetenschappelijk actief tot zijn overlijden in 1940.

## Wetenschappelijk werk
Steinmetz had een duidelijke afkeer van de deductieve benadering in de wetenschappen. In die benadering worden afhankelijk van de gehanteerde theorie toetsbare hypothesen opgesteld. Steinmetz daarentegen baseerde zich op positivistisch gefundeerd empirisch onderzoek. Tegenover deductie stelde hij inductie. Dat laatste verklaarde ook zijn passie voor het aanleggen van dataverzamelingen. Ondanks zijn afkeer van speculatie of ideologisch bepaalde opvattingen, werd zijn denken sterk beïnvloed door de evolutionistische en sociaal darwinistische denkbeelden van zijn tijd. Hij was ervan overtuigd dat het natuurlijk selectiemechanisme de motor achter elke sociale verandering was. Biologische argumenten hadden een primaire plaats bij de verklaring van sociale differentiatie. Tegen deze achtergrond is het ook begrijpelijk dat hij de oorlog zag als een onvermijdelijk selectiemechanisme.
Steinmetz was gefascineerd door de verscheidenheid van de maatschappelijke verschijnselen. Hij concentreerde zijn aandacht op de factoren die een rol speelden in het tot stand brengen van de verschillen tussen groepen bewoners in een bepaald gebied. Voor hem was dat de centrale opgave voor de sociografie als differentiële sociologie (zie Amsterdamse sociografie). Hij was een uitgesproken tegenstander van het fysisch-geografisch determinisme, waarbij de verklaring van de verschillen in de menselijke activiteiten werden toegeschreven aan de heersende natuurlijke omstandigheden (bodem, klimaat, reliëf). Hij verzette zich ook tegen het gelijkstellen of door elkaar laten lopen van de begrippen volk en ras. Zijn in 1938 geredigeerde boek over 'De rassen der mensheid. Wording, strijd en toekomst', was mede bedoeld als tegenwicht voor de racistische propaganda in de jaren vlak voor de Tweede Wereldoorlog. Toch vindt men in dit boek talrijke voorbeelden van een biologistische opvatting (het toeschrijven van bepaalde geestelijke eigenschappen aan biologische kenmerken). Biologisme in negatieve zin leidt tot racisme.

## Betekenis
Herman van der Wusten (2005) constateert dat Steinmetz ondanks zijn internationale contacten, nooit een internationaal erkend sociale wetenschapper is geworden. Hij schrijft dit toe aan de eenzijdige inductieve werkwijze van Steinmetz waarin geen plaats was voor een brede overkoepelende visie. Juist het gebrek aan aandacht voor alternatieve deductieve benaderingen en het verwaarlozen van theoretische beschouwingen is later door sociologen gezien als een gebrek aan professionalisering binnen de kringen van de Amsterdamse sociografen. Van Heek (1978) concludeert: ‘Dikwijls genoeg is bij sociologisch of sociografisch onderzoek de theorie verwaarloosd. Het opvallende is echter dat men in de jaren dertig er zo rond voor uitkwam, ja er zelfs trots op was!’.
Steinmetz heeft veel gedaan om de sociale wetenschappen in de universitaire wereld een stevige positie te geven. Het zijn vooral zijn leerlingen geweest die dat na de Tweede Wereldoorlog hebben gerealiseerd en die daarbij zijn inductieve benadering niet hebben overgenomen. Integendeel, de generatie sociologen van na 1945 wees de sociografie af en volgde in eerste instantie het structureel-functionalisme van Parsons en Merton.
Steinmetz mag dan wel geen school gevormd hebben, hij stond wel bekend als een charismatisch wetenschapper, die veel leerlingen kon stimuleren tot het schrijven van een proefschrift. Zijn seminars aan huis werden zeer gewaardeerd en hij verzorgde colleges op avonden in de week en op zaterdag om mensen werkzaam bijvoorbeeld in het onderwijs de gelegenheid te bieden een doctoraaldiploma te halen. In het verlengde hiervan kan ook de stichting van de Volksuniversiteit in 1913 worden genoemd. Heel zijn leven heeft Steinmetz zijn ideaal van volksopvoeding (in die dagen ook wel volksverheffing) in praktijk gebracht. Al in zijn studietijd nodigde hij ambachtslieden en fabrieksarbeiders bij hem thuis voor onderricht in de economie of de cultuurgeschiedenis.
Steinmetz’ streven de sociale wetenschappen een eigen plaats in de academische wereld te geven, leidde ook tot het lanceren van het tijdschrift ‘Mens en Maatschappij’ in 1925, dat in het begin een breed scala aan interessengebieden bestreek en na 1950 meer specifiek op de sociologie werd gericht.
Steinmetz' naam is blijvend verbonden aan het Steinmetz-archief, een databank waar het bronmateriaal van veel Nederlands sociaal-wetenschappelijk onderzoek wordt bewaard.

## Een selectie van publicaties
- Ethnologische Studien zur ersten Entwicklung der Strafe : nebst einer psychologischen Abhandlung über Grausamkeit und Rachsucht, 1894, 2 delen, oorspr. verschenen als dissertatie Universiteit Leiden, 1892
- "Das Verhältnis zwischen Eltern und Kindern bei den Naturvölkern", in Zeitschrift für Socialwissenschaft, 1898
- Die Philosophie des Krieges, Barth Leipzig, 1907
- Die Stellung der Soziographie in der Reihe der Geisteswissenschaften, in: Archiv für Rechts- und Wirtschaftsphilosophie, 1913
- Wat is sociographie? in: Mens en Maatschappij, 1925
- Die Soziologie des Krieges, Barth Leipzig, 1929
- Die Niederlande. Zentral-Verlag Berlin. Weltpolitische Bücherei Band 15, 1930
- Inleiding tot de sociologie. Haarlem : Bohn, in de reeks "Volksuniversiteitsbibliotheek", 1931 (4e dr., herz. door J.P. Kruijt: 1958)
- Steinmetz (ed.) De rassen der mensheid. Wording, strijd en toekomst. Elsevier Amsterdam , 1938